# Lunação

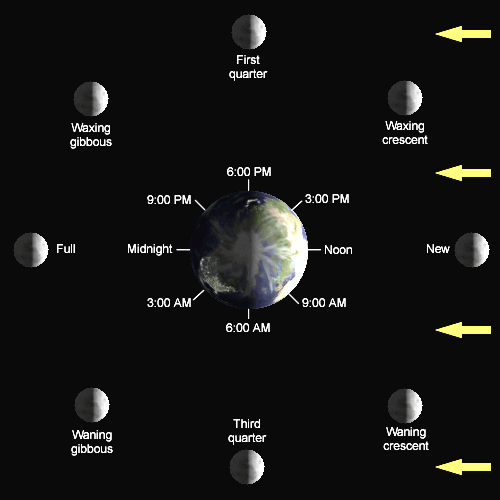
Representação das fases da Lua e de sua órbita em torno da Terra.

Lunação, período sinódico da Lua ou mês sinódico é o tempo transcorrido entre duas luas novas consecutivas. Esse período tem a duração de 29 dias, 12 horas, 44 minutos e 2,9 segundos, o que corresponde a 29,530589 dias.
Durante uma lunação ocorrem as quatro fases da lua. O intervalo de tempo médio entre uma determinada fase e a fase subsequente é de 7,38 dias.